# Спортивная (станция метро, Новосибирск)
«Спорти́вная» — 14-я станция Новосибирского метрополитена. Расположена на метромосту Ленинской линии между станциями «Речной вокзал» и «Студенческая».

## Описание
Расположена между станциями «Речной вокзал» и «Студенческая» на Новосибирском метромосту, на левом берегу Оби вблизи коммунального моста, Ледового дворца спорта и парка «Арена» в Кировском районе.
Ожидается, что «Спортивная» станет самой напряжённой станцией Новосибирского метрополитена — её пропускная способность составит 62 тыс. чел./сутки.
Специально к открытию станции будет перезаписан информатор, который последний раз обновляли в 2011 году — к открытию станции «Золотая Нива».

## Переносы сроков
Первоначально открытие станции планировалось на лето 2022 года, затем было перенесено на октябрь. 1 ноября 2022 года стало известно, что открытие станции перенесено на конец 2022 года из-за санкций в связи со вторжением России на Украину, что позже подтвердил начальник департамента транспорта и дорожно-благоустроительного комплекса мэрии Новосибирска Константин Васильев. 8 декабря 2022 года тогдашний мэр Новосибирска Анатолий Локоть сообщил, что открытие станции перенесено на 2023 год. Также была повторно назначена экспертиза документации. 1 ноября 2023 года было опубликовано обоснование повышения стоимости проезда, в котором говорится, что открытие станции состоится в 2024 году. Позже стало известно, что на июнь 2024 года назначена итоговая проверка, однако затем было снова объявлено, что открытие состоится в начале 2024 года, но впоследствии оно было перенесено на лето 2024 — День города. Эти сроки не менялись несмотря на в третий раз не пройденную госэкспертизу. После этого была названа более конкретная дата открытия — конец мая 2024 года, что депутаты восприняли со скепсисом, который впоследствии оказался оправдан: 10 апреля открытие было перенесено на IV квартал 2024 года, несмотря на двумя днями позже пройденную экспертизу. Затем было объявлено, что открытие вновь состоится осенью 2024 года, после чего новый мэр Новосибирска Максим Кудрявцев рассказал о сложностях, препятствовавших открытию станции, упомянув, что сроки остаются неизвестными. Далее они вновь были намечены на декабрь 2024 года, однако после этого до 25 декабря 2024 года мэрия Новосибирска объявила о продлении разрешения на строительство. Далее их снова сместили на IV квартал 2024 года. Впоследствии стало известно, что Главгосэкспертиза станции по-прежнему не завершена, в связи с чем вероятны новые переносы открытия, после чего открытие вновь перенесли на неопределённый срок. Далее они были определены на 2025 год. Позже перенос был подтверждён. Впоследствии, связи с необходимостью достройки станции в течение шести месяцев, сроки открытия станции вновь были перенесены на неопределённый срок.
Проблемы станции в марте 2024 года вышли на уровень ГД РФ: депутатом Виктором Игнатовым был направлен запрос в адрес врио мэра города Олега Клемешова.
Летом 2024 года был расторгнут заключённый 21 января 2022 года контракт муниципального предприятия «МетроМир» с ООО «СпецТрансСтрой».

## Особенности
Станция «Спортивная» стала второй в России после «Аметьево» Казанского метрополитена, построенной в постсоветский период на метромосту и первой на метромосту с береговыми платформами и со станционными дверьми. В советский период на Кировско-Фрунзенской линии Московского метрополитена была построена станция «Ленинские горы», ставшая первой станцией на метромосту как таковой в мире. Станет второй в СНГ отапливаемой станцией после московского «Потапова» и первой в  России двухтемпературной: на путях зимой температура будет минусовой, на платформе и в вестибюле — плюсовой.
Благодаря наличию на «Спортивной» платформенных раздвижных дверей она имеет конструктивную схожесть со станциями «Зенит» и «Беговая» Петербургского метрополитена, в связи с чем в ряде СМИ «Спортивная» ошибочно классифицируется как станция закрытого типа: стена, огораживающая пути от платформ, не является элементом конструкции станции (несущей), поскольку пространство за стеной у станций закрытого типа — продолжение перегонного тоннеля.

## История
Проект первой очереди Новосибирского метрополитена предусматривал включить в первый пусковой участок только одну станцию на левом берегу. Перед «Студенческой», которая стала конечной, на эстакаде метромоста предполагалось (в дальнейшем) запустить ещё одну станцию — «Спортивная». Последняя в состав первой очереди метрополитена не входила. Необходимость пуска «Спортивной» обосновывалась планами по сооружению крупного спорткомплекса в низменной части поймы Оби. Планировалось, что станция откроется вместе с этим спортивным комплексом. В 2019 году одновременно с сооружением Сибирь-арены началось и строительство станции.

### Проект
Проект станции выполнен специалистами «Новосибирскметропроект». Согласно первоначальному замыслу, «Спортивная» должна была быть открытой наземной станцией на метромосту (без платформенных раздвижных дверей), имеющая, как и «Речной вокзал», две береговые платформы (по бокам от эстакады), однако впоследствии выяснилось, что станция будет оборудована автоматическими раздвижными дверьми, встроенные в проёмы стен в количестве 20-ти штук. Пути расположатся между платформами.
Станция получит лёгкое перекрытие, которое будет опираться на металлические фермы. А сверху станции планируется возвести металлическую арку.
Над станционными путями расположится мостик, с которого можно будет выйти к дамбе соседнего Октябрьского моста. Второй выход со станции будет вести вниз, под эстакаду метромоста. Попасть на будущую станцию можно будет с помощью 5 входов круглого вестибюля, который расположится по правую сторону от метромоста (если смотреть с левого берега). Из этих пяти входов только один, согласно проекту, будет работать в режиме «на выход». С платформой вестибюль соединят четырьмя эскалаторами.
Работы по станции (пассажирская и служебная части), по оценкам, будут стоить в три раза дешевле подземной. Самой дорогой частью станут эскалаторы. После завершения отделочных работ обшивку метромоста строители должны демонтировать и провести капитальный ремонт эстакады метромоста.

### Расположение

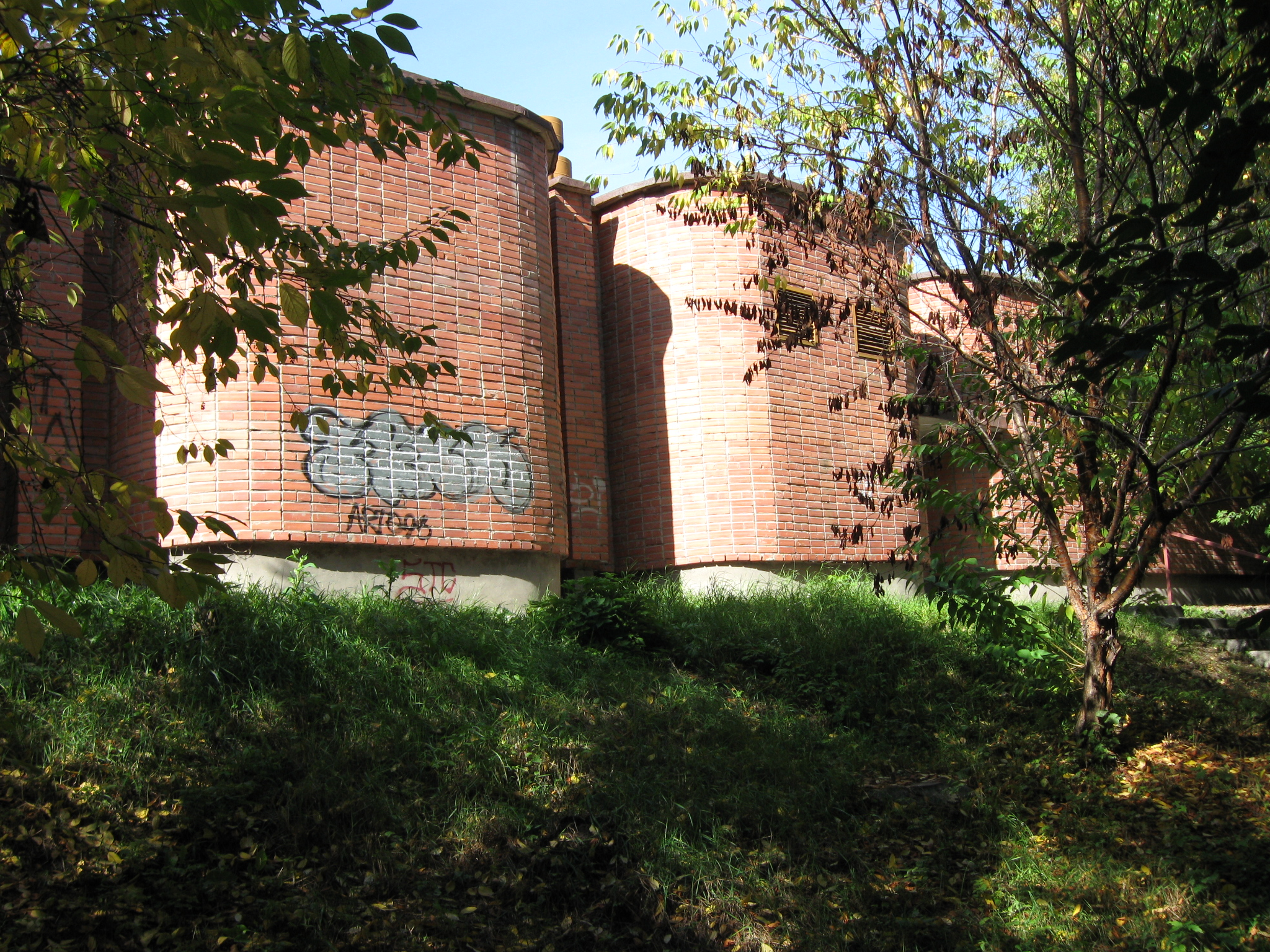
Вспомогательное сооружение СТП, рядом с станцией.

Левобережная эстакада Новосибирского метромоста имеет длину более километра. Она может быть разделена на три части: первая — спуск с уровня высокой русловой части моста, вторая — прямой участок, идущий параллельно дамбе автомобильного Коммунального моста, третий — поворот, после которого поезда уходят в толщу берега под проспект Маркса. Станцию «Спортивная» планировалось расположить в средней части метромоста.
Сам же по себе метромост также является самым длинным в мире.

### Строительство объектов
Одним из построенных объектов станции стало расположенное неподалёку отдельно стоящее кирпичное здание, вмещавшее совмещённую силовую тягово-понизительную подстанцию (общей площадью 1 тыс. м²). Объект строился силами «Сибакадемстроя». Работы велись согласно совместному постановлению ГК КПСС и Новосибирского горисполкома от 11 февраля 1985 года «О мерах по обеспечению ввода в эксплуатацию пускового комплекса первой очереди строительства метрополитена в 1985 году». Почти за 2 месяца были завершены работы по кладке и монтажу сооружения. К 28 октября 1985 года объект был готов к вводу.

### Постсоветский период
С середины 2000-х годов о достройке законсервированной станции вновь заговорили в составе различных инвестиционных проектов.
Одним из первых проектов по освоению левобережной поймы Оби был объявлен проект под названием «Тяньчи», включавший строительство гостиничных, развлекательных, бизнес-центров, набережной и дороги. Также в составе комплекса китайские инвесторы обещали достроить «Спортивную». Стоимость проекта была заявлена в 1,6 млрд долларов. Однако проект в итоге реализован не был. На некоторых схемах и станциях впоследствии «Спортивная» ещё некоторое время присутствовала и была отмечена как действующая, несмотря на то что она не была достроена и введена в эксплуатацию.
После «Тяньчи» в конце 2006 года появился ещё один проект застройки поймы, под названием «Центр России». Этот проект предполагал освоение 225 га земли (из них 60 % «зеленой зоны» и 40 % под застройку), включал ещё один, четвёртый мост через Обь (Мелькомбинатовский), а также дорогу, параллельную реке, которая должна связать все мосты Новосибирска. Всего же проект «Центр России» (предполагавшаяся сдача в 2009 году) включал: 30 километров дорог, гипермаркет, бизнес-центр, гостиницу класса «люкс» и выставочный центр. Общий объём инвестиций должен был составить 250 млн долларов. Однако и этот проект в итоге не был реализован.
Через два года, в 2008 году, появился ещё один проект. На этот раз речь зашла о строительстве крупнейшего в Сибири выставочного комплекса с двумя отелями, киноконцертным залом на 5 тысяч мест и аркадной дорогой. Расположиться новые сооружения должны были на планирующейся левобережной набережной Оби, слева от въезда на проспект Маркса с Коммунального моста, недалеко от законсервированной станции метро. Также было объявлено о строительстве спортивного комплекса на 30 тысяч зрителей на берегу Оби. Оно должно было начаться в конце 2009 года.
Было объявлено, что власти Новосибирска и крупная московская компания Crocus Group пришли к соглашению о начале строительства международного выставочного центра Crocus International на берегу Оби. Помимо Международного выставочного центра рядом с Горским котлованом должно было начаться возведение современного стадиона (на 30000 зрительских мест), к которому будет прилегать парковая зона. Эти объекты, с прилегающей к ним инфраструктурой, должны были повысить пассажиропоток в данном районе. В период 2009 года и 2010 года велось проектирование станции.
Проектом торгово-выставочного комплекса (ТВК) был предусмотрен выставочный, торгово-развлекательный центр и 41-этажный бизнес-центр с гостиницей. Также были предусмотрены отдельные здания для баров, ресторанов и теннисный корт. Цена проекта — 500 млн. долларов. Объект должен был стать первым проектом компании за пределами Москвы. Работы по возведению ТВК должны были начаться ещё осенью 2008 года, тем не менее по состоянию на 2 апреля 2014, строительство не велось и объект был заморожен. По данным мэрии города Новосибирска, Crocus Group от участка не отказалась.
Рядом со «Спортивной» в перспективе должна расположиться скоростная магистраль с системой многоуровневых развязок. На публичных слушаниях в конце марта 2010 года был рассмотрен проект дальнейшего развития территории в левобережной части города, между третьим и Коммунальным мостами. Проект предполагает возвести новую набережную и разбить зону 492,7 га на четыре участка. В части территории, которая ближе к Коммунальному мосту, предлагается разместить станцию «Спортивная» и объекты коммерческой застройки. В следующем участке предложили вертолётную площадку, а также спортивные сооружения со спорткомплексом на 40 тысяч зрителей. Третья территория — жилая, с 415 тысячами квадратных метров нового жилого фонда и численностью порядка 17,3 тысяч человек.
На этом месте власти весной 2013 года также обещали построить новый ледовый дворец спорта (ЛДС), а вместе с ним и «Спортивную». Существующий ЛДС «Сибирь», построенный ещё в 1964 году, по словам чиновников, уже не отвечает современным требованиям. И неправильная эксплуатация в 1990-е годы привела его спортивную арену в неудовлетворительное состояние.
13 января 2017 года мэр Новосибирска А. Локоть сообщил, что станцию могут построить для большого спортивного центра.
12 января 2018 года, на заседании Горсовета Новосибирска с участием представителей правительства области, было решено строить новый ледовый дворец в районе станции «Спортивная». Вместе с этим было заявлено, что строительство ледовой арены в районе станции метро «Спортивная» даст возможность её расконсервации. По словам начальника Новосибирского метрополитена А. В. Чмыхайло, стоимость всех работ по проектированию и строительству станции может составить 2 миллиарда рублей.
В итоге сумма составила больше 2,7 миллиардов рублей.

### Расследования и суды
В период строительства станции было возбуждено административное дело в связи с нарушением сроков финансирования, однако ранее СМИ писали о возбуждении дела в связи с переносом сроков открытия. Также в связи со срывом сроков открытия был оштрафован начальник департамента транспорта.
В ноябре 2022 года в Новосибирске был задержан Александр Мысик — руководитель муниципального предприятия «МетроМир», которое занято строительством станции. По мнению СМИ, задержание и следственные действия с компанией связаны с очередным переносом сроков завершения строительства станции.
В июле 2023 года прокуратура Новосибирска сообщила, что она обнаружила нарушения при строительстве станции на 200 млн рублей. Кроме того, за четыре месяца 2023 года станция потеряла 2 % готовности — в феврале чиновники говорили о выполнении 97 % работ, а в июне готовность станции оценивали уже в 95 %. 
Часть сооружения и оборудование, по словам мэра Новосибирска Максима Кудрявцева, будут демонтированы для новой стройки из-за несоответствия требованиям в феврале 2025 года. Также мэрия Новосибирска подала иск взыскание 566 миллионов рублей с компании «СпецТрансСтрой» (по станции 486 миллионов), задолженности за невыполнение работы на станции и округе.

## В культуре
«Спортивная» в нереализованном проекте надземной станции (на метромосту) без платформенных раздвижных дверей воссоздана на карте вымышленной линии «M2» в дополнении (моде) «Metrostroi Subway Simulator» к игре «Garry's Mod» в Steam, смоделирована и «игроками-энтузиастами» подключена к системе СЦБ в виде автоблокировки со светофорами и защитными участками, дополненной АЛС-АРС; функционирует в виде аддона в Steam Workshop. Дополнение отличается от других компьютерных симуляторов поезда высокой реалистичностью.

## Строительство
В августе 2019 года начались подготовительные работы по строительству станции и организация стройплощадки.
В феврале 2020 года на стройплощадке станции запустили электронные часы с обратным отсчётом времени до пуска. 7 апреля 2020 года был определён подрядчик для продолжения строительства станции. Сумма контракта составила 352 миллиона рублей.
В июне 2020 года была завершена проходка тоннеля (54 метра) под дамбой, который должен был стать частью пешеходного путепровода к станции.
В сентябре 2020 года для станции купили 12 эскалаторов за 569,7 миллионов рублей.
Апрель 2021 года — готов каркас пешеходной эстакады (269 метров) с тоннелем (54 метра) к станции.
12 мая 2021 года начат монтаж первых эскалаторов на станции.
13 июля 2022 года в СМИ появилась информация, что на будущем перегоне в сторону станции «Речной вокзал» установили мачтовые светофоры.
На октябрь 2022 года были готовы к подключению электричества «Арена» и станция метро.
В ноябре 2022 на станцию из Санкт-Петербурга привезли первые 12 из 48 турникетов, настроили барьерные двери на платформах, начали отмывку станции к несостоявшемуся пуску в декабре 2022 года.
25 ноября на входе станции была установлена первая из пяти вывесок с её названием, а 13 декабря на станции появился знак метрополитена, а также завершена установка всех пяти вывесок.
Работы были в основном завершены 28 декабря 2022 года, до конца июня 2023 года планировалось завершить повторно назначенную экспертизу проектной документации и открыть станцию (повторно назначенная экспертиза связана с тем, что были установлены не те эскалаторы).
С 31 декабря 2022 года на остановке «Метро Спортивная» на дамбе Октябрьского моста стал останавливаться общественный транспорт.
В январе 2023 года на станции были установлены входные двери, а ранее — два многофункциональных досмотровых комплекса Homo-scan, которые позволяют досматривать пассажиров прямо в верхней одежде, с ремнями и обувью.
В течение января 2023 года проводились испытания 12 швейцарских эскалаторов.
6 марта 2025 20 работников фирмы Акви Технолоджи приступили к работе по завершению строительства станции по ранее заключённому договору на 203,6 миллиона рублей с завершением в середине июля 2025.